# Wadzim Miazha
Wadzim Walerjewicz Miazha błr. Вадзім Валер'евіч Мязга (ur. 31 sierpnia 1974) – białoruski bokser, uczestnik Letnich Igrzysk Olimpijskich w Atlancie, brązowy medalista Mistrzostw Europy 1998 w Mińsku.

## Kariera
W czerwcu 1994 był uczestnikiem Pucharu Świata w Bangkoku, jednak rywalizację zakończył już na pierwszym pojedynku. W maju 1995 był uczestnikiem Mistrzostw Świata w Berlinie, ale udział zakończył już na pierwszym pojedynku, przegrywając z Niemcem Andreasem Otto.
W lutym 1996 był uczestnikiem czeskiego turnieju Grand Prix. Udział zakończył w eliminacjach, przegrywając przed czasem z Kubańczykiem Juanem Sierrą. Na przełomie marca i kwietnia 1996 był uczestnikiem Mistrzostw Europy w Vejle. Rywalizację rozpoczął od pokonania na punkty (7:2) w 1/16 finału Szkota Gerarda Murphy'ego. W 1/8 finału pokonał na punkty reprezentanta Jugosławii Nikola Markovicia, wygrywając 8:1. W walce o brązowy medal przegrał z reprezentantem Rumunii Marianem Simionem, odpadając z rywalizacji. W lipcu 1996 reprezentował Białoruś na Igrzyskach Olimpijskich w Atlancie. W 1/16 finału pokonał na punkty reprezentanta Mozambiku Lucasa Januario, a w 1/8 finału przegrał z Juanem Sierrą, nie zdobywając medalu.
W maju 1998 zdobył brązowy medal na Mistrzostwach Europy w Mińsku. W eliminacjach jego rywalem był Węgier József Nagy, który poległ wyraźnie na punkty. W ćwierćfinale pokonał na punkty reprezentanta Turcji Bülenta Ulusoya, a w półfinale przegrał z Ukraińcem Serhijem Dzyndzyrukiem.